# 学校法人北杜学園
学校法人北杜学園（がっこうほうじんほくとがくえん 英称：Hokuto Educational Foundation）とは、宮城県仙台市青葉区内に本部を置く日本の学校法人である。

## 法人概要
- 学校法人北杜学園は、仙台市内に複数の専修学校を擁しており、ビジネス・医療・福祉で活躍しうる人材育成に力をいれている様子がうかがえる。
- 同法人のシンボルは英称とされている「Hokuto Educational Foundation」の頭文字「H・E・F」をデザイン化したものとなっている。
- 「Hokuto倶楽部」と称した同窓会組織がある。

## 沿革
- 1971年 東北測量専門学校開校
- 1980年 東北初の総合ビジネス系の学校として、仙台スクールオブビジネスを創立。仙台市五橋に五橋校舎を落成する
- 1981年 学校法人北杜学園が設置されると同時に同校が宮城県より専修学校の認可を受ける
- 1984年 同校に東北では初となる甲種歯科助手養成課程を設置する
- 1986年 東京都に本部を置く学校法人大原学園と提携し、仙台大原簿記専門学校を開校する
- 1989年 仙台スクールオブビジネスを仙台医療福祉専門学校に校名変更すると同時に、医療管理学科・福祉学科を置く。厚生大臣より宮城県初の介護福祉士養成施設の指定を受ける。東北測量専門学校を東北理工専門学校と改称
- 1991年 仙台市青葉区北目町に北目町校舎を落成する
- 1993年 厚生大臣より社会福祉主事養成機関の指定を受ける
- 1995年 厚生大臣より介護福祉士養成施設1年課程の指定を受け、大臣指定科目履修者や大学卒業生および全国初の男子が入学できる課程として養成が始まる
- 1996年 厚生大臣より理学療法士、作業療法士養成施設の指定を受け、仙台市太白区長町に仙台医療技術専門学校を開校
  - 仙台市青葉区中央に中央校舎本館を落成。また、仙台市青葉区一番町に、社会人・学生向けの仙台大原簿記ビジネススクールを設置
- 1998年 厚生大臣より保育士および新たに介護福祉士養成施設の指定を受け、全国初の保育士と介護福祉士のダブルライセンスが取得可能となる保育介護福祉科を設置。さらに、仙台大原簿記専門学校を仙台大原簿記公務員専門学校に校名変更
  - 仙台大原簿記ビジネススクールを仙台市青葉区中央内に移転するとともに、仙台大原ライセンススクールと仙台大原公務員ゼミナールの2つに分けて設置
- 2000年 姉妹法人である社会福祉法人北杜福祉会を設立する
- 2001年 仙台市青葉区中央に中央校舎2号館を落成する
  - 厚生労働大臣より言語聴覚士養成所の指定を受け、東北初の4年制大学卒業者対象の言語聴覚学科を設置。また、厚生労働大臣より新たに理学療法士養成施設の指定を受け、東北初の理学療法士養成夜間課程を設置。加えて、北杜福祉会が仙台市太白区西多賀に西多賀チェリー保育園を開園
- 2004年 仙台市青葉区中央に中央校舎3号館を落成
  - 厚生労働大臣より新たに指定保育士養成施設および歯科衛生士養成所の指定を受け、児童福祉学科および歯科衛生士学科を設置する
  - 仙台市青葉区中央に中央校舎5号館を落成
- 2005年 北杜福祉会が仙台市泉区泉中央に泉チェリー保育園を開園
- 2006年 仙台市青葉区中央に中央校舎3号館ANNEX落成。また、厚生労働大臣より新たに介護福祉養成施設の指定を受け、保育士養成施設卒業者対象の「介護福祉専攻学科II類」を設置
- 2008年 学校法人日本建設学園を吸収し、東北理工専門学校を設置校として加わる
- 2009年 仙台青葉学院短期大学を設置。東北理工専門学校を仙台情報工科専門学校と改称
- 2010年 文部科学大臣および宮城県知事より認可を受け、仙台デザイン専門学校を北杜学園6校目の設置校に加え、同校を仙台市青葉区中央に移転
- 2011年 仙台情報工科専門学校を仙台工科専門学校に、仙台大原簿記公務員専門学校を仙台大原簿記情報公務員専門学校と改称
- 2012年 北杜福祉会が泉第2チェリー保育園を開園
- 2016年 仙台医療技術専門学校を閉校。北杜福祉会の泉第2チェリー保育園が幼保連携型認定こども園・泉第2チェリーこども園へ移行・認可
- 2024年 仙台青葉学院大学を開学。

## 設置している学校
- 仙台青葉学院大学
- 仙台青葉学院短期大学
- 仙台医療福祉専門学校
- 仙台大原簿記情報公務員専門学校
- 仙台工科専門学校（2011年に仙台情報工科専門学校より改称）
- 仙台デザイン専門学校

資格の大原 仙台校（仙台大原ライセンススクール・仙台大原公務員ゼミナール）は、「仙台大原簿記公務員専門学校の附属事業」として位置付けられているが、実際の運営は同専門学校ではなく株式会社教育計画によって行われており、大原グループとしては同専門学校とは別個の「社会人講座専用校」とされている。

## 学園指定学生寮
仙台市太白区向山四丁目30番10号に位置する、「向山ヒルズ」を学園が運営する各専門学校の指定寮に位置づけている（仙台医療技術専門学校までは自転車で13分、それ以外の学園運営の専門学校が集中している中央校舎地区までは自転車で10分の場所に位置する）。寮費は、半年単位での一括支払いとなり、1年たたない段階で退寮した場合であっても、1年分の寮費を全額納入しなければならない。また、入寮希望者が毎年殺到していることから、原則、入学年次のみ入居可能となっているが、（3年以上の課程の学生を含め）2年次までであれば引き続き入寮を継続することが可能となっている。このほか、学園が提携・運営している不動産会社である株式会社学園ファシリティーズを通じて、アパートの斡旋なども行っている（仙台青葉学院短期大学の学生を含めた当学園運営の各種学校の学生専用アパートも存在する）。

## 公式ホームページ
- 学校法人北杜学園